# Харків-Головне (локомотивне депо)
ТЧ-2 Харків-Головне — одне з 10 основних локомотивних депо Південної залізниці. Розташоване біля станції Харків-Пасажирський.

## Історичні відомості
Найстаріше депо Південних залізниць. Засноване 1869 року під час прокладання лінії Харків — Бєлгород. Спершу існувало для паротягів, а з 1962 року депо обслуговує електровози. 
З 1962 року по вересень 2015 року мало назву «Жовтень». 
Наразі обслуговує електровози ЧС2 та ЧС7.